# Scaphura argentina
Scaphura argentina är en insektsart som först beskrevs av Morgan Hebard 1931.  Scaphura argentina ingår i släktet Scaphura och familjen vårtbitare. Inga underarter finns listade i Catalogue of Life.